# Военный ординариат Литвы
Военный ординариат Литвы (лит. Lietuvos kariuomenės Ordinariatas) — военный ординариат Римско-Католической Церкви, действующий в Литовской Республике. Военный ординариат Литвы, подчиняясь непосредственно Святому Престолу, обеспечивает пастырское окормление военнослужащих литовской армии, литовской полиции и членов их семей. Кафедральным собором военного ординариата Литвы является Костёл св. Игнация Лойолы в Вильнюсе.

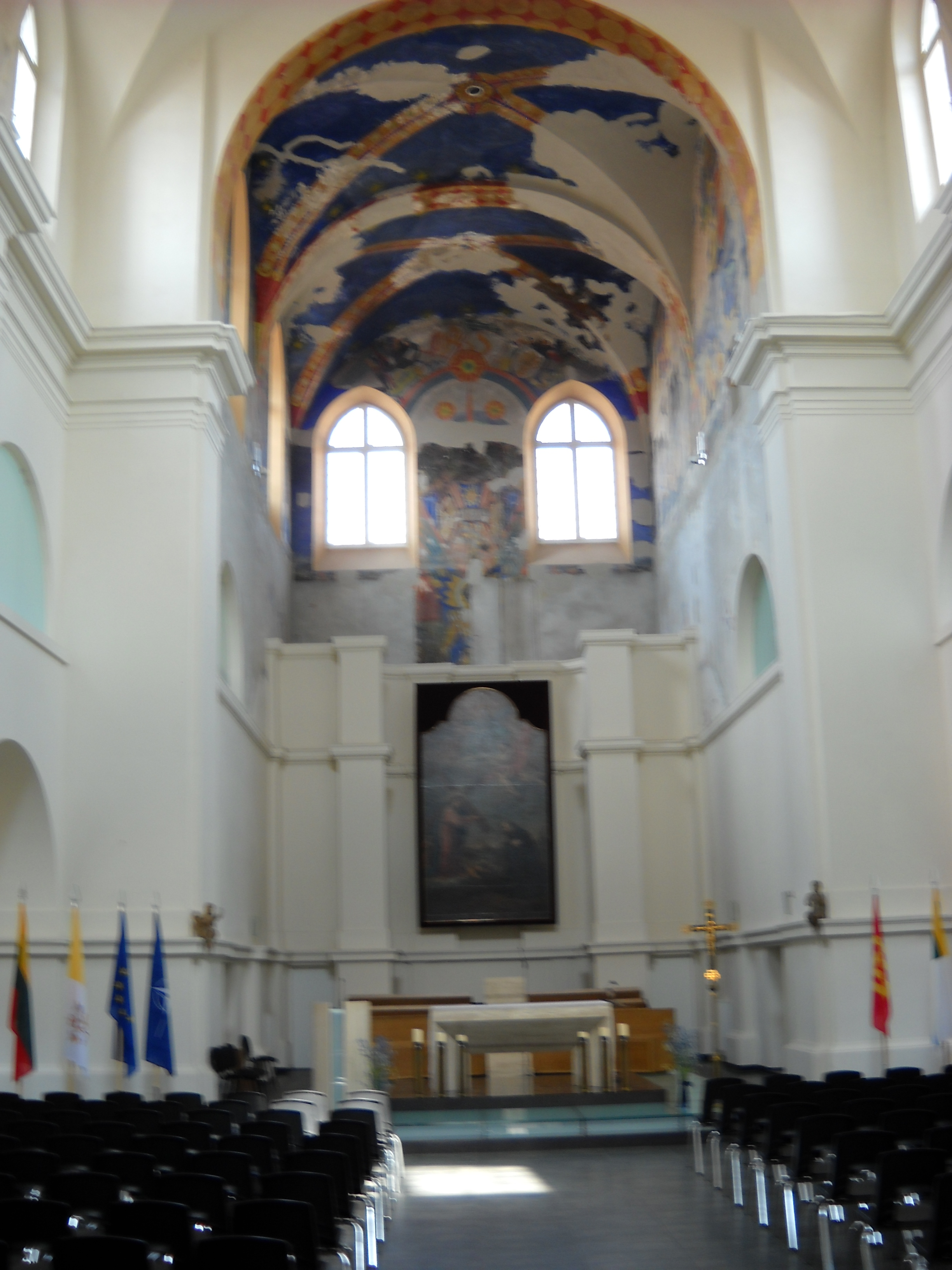
Костёл св. Игнация Лойолы

## История
25 ноября 2000 года Римский папа Иоанн Павел II издал апостольскую конституцию Christi discipuli, которой учредил Военный ординариат Литвы.
С 2004 года кафедральным собором военного ординарита Литвы является Костёл св. Игнация Лойолы. Гарнизонными костёлами являются Костёл св. Михаила Архангела в Каунасе и Костёл св. Казимира в Алитусе.

## Ординарии военного ординариата
- епископ Эугениюс Бартулис (2000—2010).
- епископ Гинтарас Грушас (19.06.2010 — 5.04.2013 — назначен архиепископом Вильнюса);
- вакансия (05.04.2013 — по настоящее время).

## Источник
- Military Ordinariate of Lithuania
- Military Ordinariate of Lithuania на сайте www.gcatholic.org
- Lietuvos Kariuomenės Ordinariatas